# Salón del Reino de los Testigos de Jehová

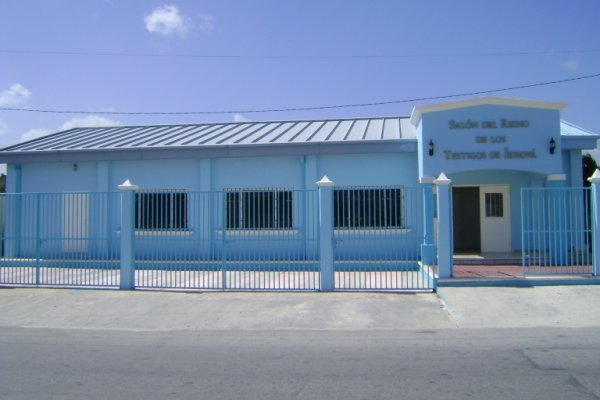
Salón del Reino.

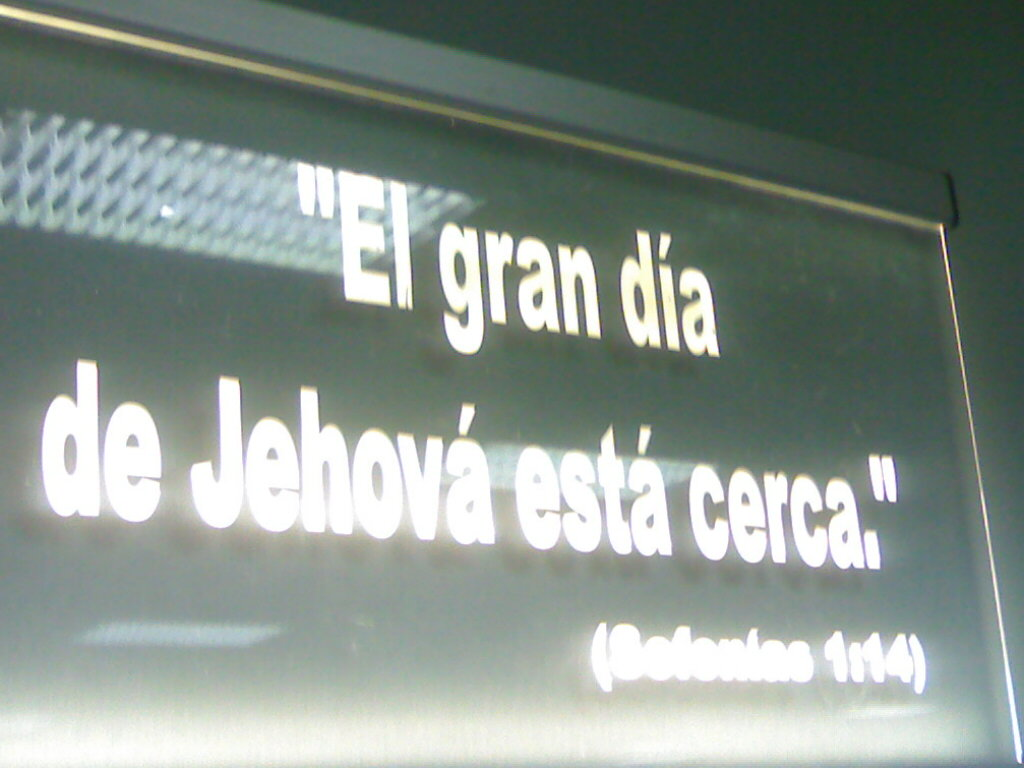
En el interior de los salones del Reino de todo el mundo, junto a la plataforma, un texto bíblico se destaca durante todo un año. - Texto del año de 2007.

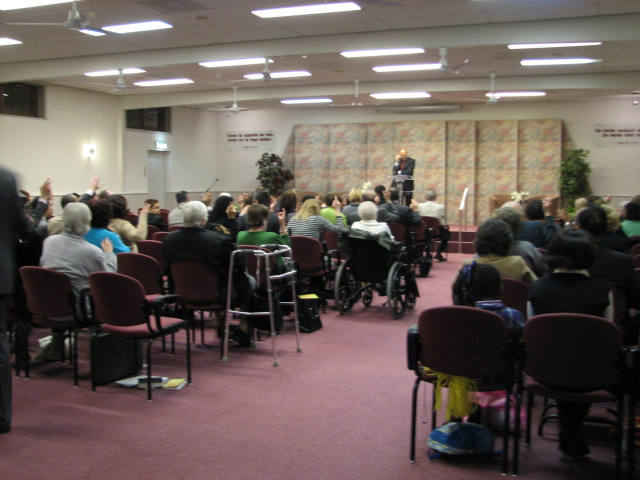
Salones del Reino en Países Bajos.

Salón del Reino de los Testigos de Jehová es el nombre de los lugares de reunión de los testigos de Jehová. Según Domenico Finelli, el primer salón del Reino se construyó en Roseto, Pensilvania, en 1927, y dice que «fue inaugurado con un discurso público por Giovanni DeCecca». No obstante el uso general del nombre «Salón del Reino» se hizo popular desde 1935 al sugerirlo Joseph Franklin Rutherford, entonces presidente de la Watchtower Bible and Tract Society, para un edificio de reuniones en Honolulu, Hawái. Los testigos de Jehová utilizan los salones del Reino para la mayoría de su instrucción bíblica y adoración se reúnen dos veces a la semana. La reunión de entre semana se llama Vida y Ministerio Cristianos y en la del fin de semana se da un discurso ofrecido por un hermano de un tema de interés y después el análisis de la revista La Atalaya; todas las reuniones inician y concluyen con una canción y una oración.

## Historia

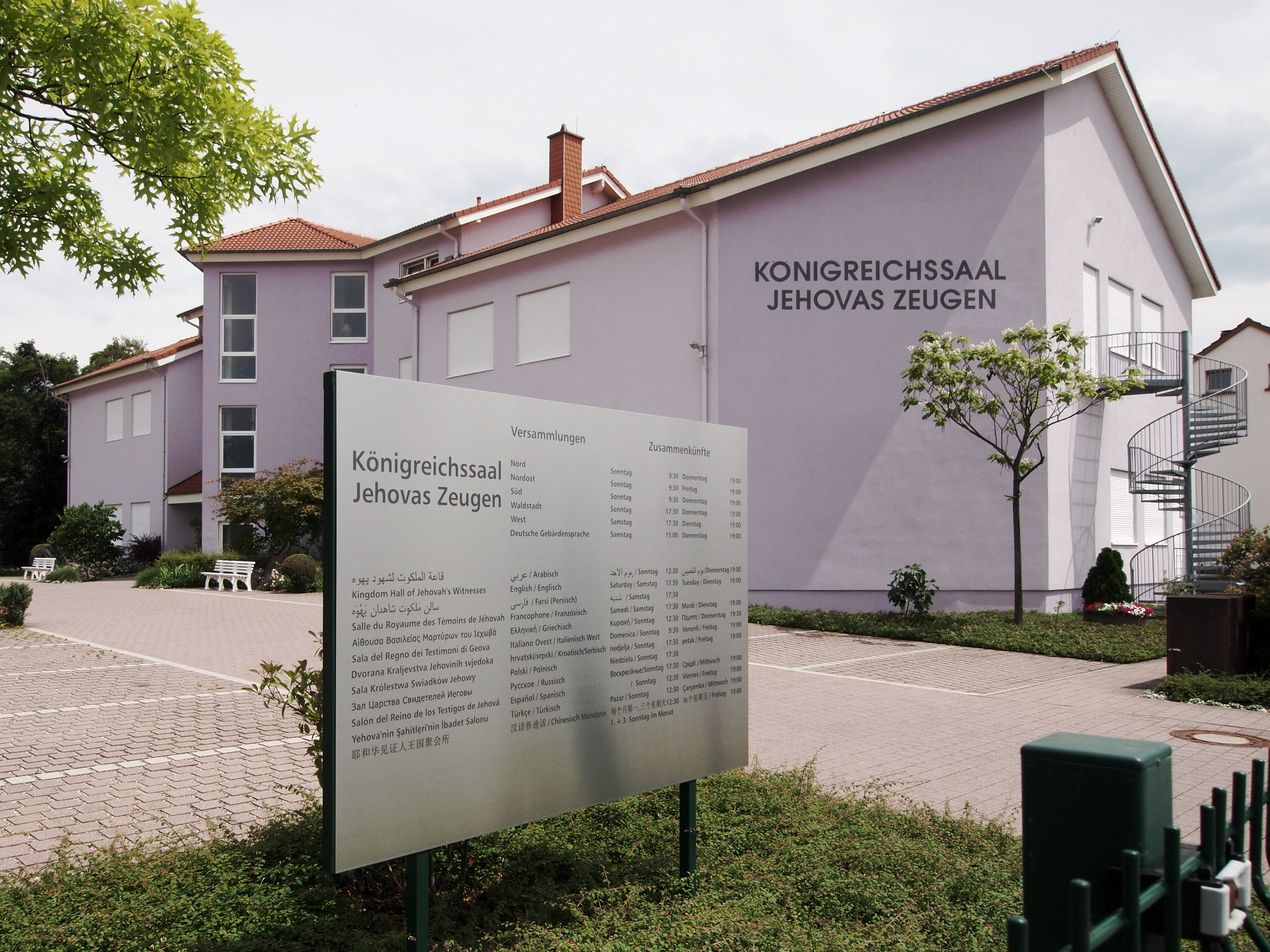
Salón del Reino en Alemania.

En un principio, muchas congregaciones de los testigos de Jehová celebraban gran parte de sus reuniones en hogares particulares. En Estocolmo (Suecia), los pocos que empezaron a reunirse con regularidad alquilaron un taller de carpintería que estaba disponible después de las horas de trabajo. Un grupo de la provincia de La Coruña (España) celebró sus primeras reuniones en un granero (hórreo) a causa de las restricciones a la libertad de los testigos de Jehová que había durante el régimen dictatorial del general Franco.
En los países donde había libertad para alquilar lugares de reunión, las congregaciones locales lo hacían cuando necesitaban más espacio. Donde era posible, los testigos arrendaban un almacén o una planta alta que no se estuviera utilizando, y la congregación le daba uso exclusivo. Pero con el tiempo, debido al alto coste de los alquileres y a la falta de locales adecuados en muchos lugares, se vieron obligados a buscar nuevas soluciones. En algunos casos compraron edificios y los renovaron.
Antes de la II Guerra Mundial unas cuantas congregaciones construyeron lugares de reunión especialmente concebidos para tal fin. Ya en 1890 el grupo de Estudiantes de la Biblia de Mount Lookout (Virginia Occidental) había edificado su propio lugar de reuniones. 
La designación "Salón del Reino" la sugirió en 1935 Joseph Franklin Rutherford, entonces presidente de la Sociedad Watchtower, quien dispuso que se construyera un salón de reuniones junto a la sucursal de la Sociedad en Honolulú (Hawái). Cuando James Harrub le preguntó qué nombre le pondría al edificio, Rutherford respondió: “¿No cree que deberíamos llamarlo ‘Salón del Reino’, ya que eso es lo que estamos haciendo, predicar las buenas nuevas del Reino?”. Después de eso, donde era posible se empezó a colocar un letrero que decía: “Salón del Reino” en los salones donde se reunían los testigos regularmente. Con el tiempo, el principal lugar de reunión de todas las congregaciones del mundo llegó a conocerse como Salón del Reino de los Testigos de Jehová.
Desde principio de 2020 Todos los salones del Reino cerraron sus puertas debido a la pandemia de Covid-19. Solo después de dos años, el 10 de abril de 2022 abrieron sus puertas otra vez al público.

## Uso del Salón del Reino

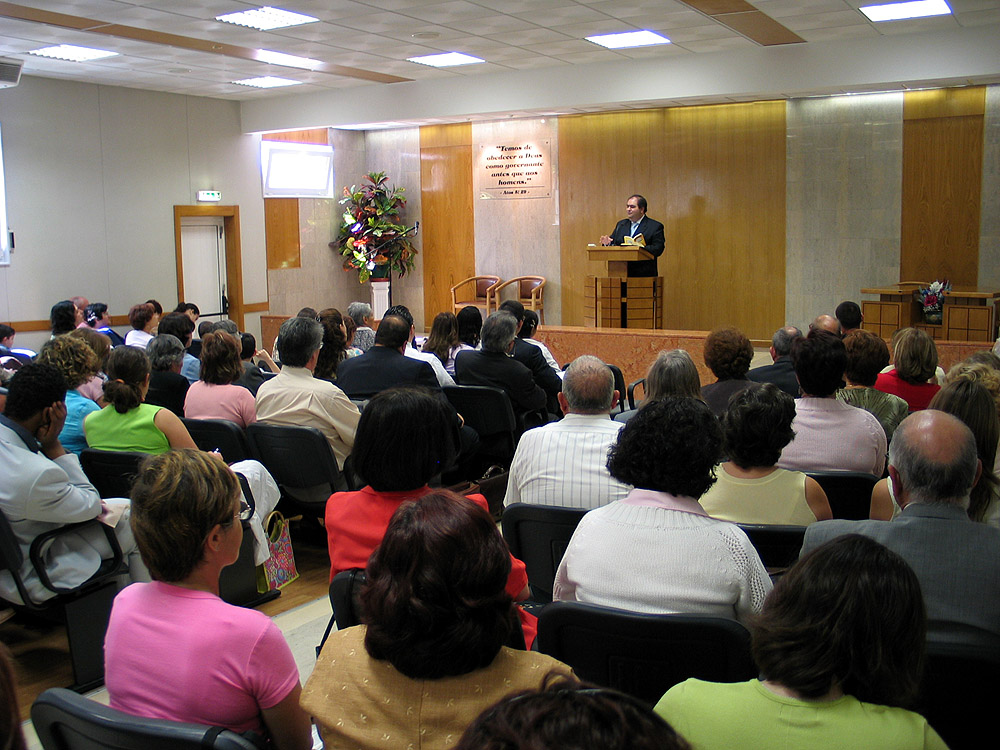
Salón del Reino en Portugal.

Cada congregación se reúne en su salón del Reino usualmente dos días a la semana. Las reuniones empiezan y terminan generalmente con cantos religiosos y oración. Estas incluyen lecturas de la Biblia, consideraciones sobre temas tales como la vida familiar, las cualidades cristianas y profecías, así como el estudio preparado especialmente de un artículo de La Atalaya y otras publicaciones de los Testigos de Jehová. Además, los testigos se preparan en dichas reuniones para predicar en su ministerio de casa en casa.
Los salones del Reino pueden usarse para otros fines de naturaleza espiritual como la realización de la Escuela del Ministerio del Reino o la Escuela del Servicio de Precursor (planes educativos propios de los testigos de Jehová). De igual forma en ocasiones son usados para bodas y funerales, y algunas veces, como centro de refugiados en casos de desastres naturales.